# 新世界 (浅草)
新世界（しんせかい）は、東京都台東区浅草にかつて存在した日本の複合娯楽ビル。斜陽にあった浅草公園六区の再興を期し、大温泉浴場やマンモス劇場キャバレーを備えた「娯楽のデパート」として1959年（昭和34年）11月3日に開館したが、13年後の1972年（昭和47年）頃には閉館した。

## 施設

### 建築概要
新世界ビルディングは地上7階・地下2階・塔屋4階の鉄骨鉄筋コンクリート造り。敷地面積は930.2坪、建築面積は591.5坪、総面積は44,141坪。設計は海老原建築設計事務所（海老原一郎・倉田康男・橋本朋之）が、構造設計は東大坪井研究室が行った。主体施工は佐藤工業が行い、内部装飾は乃村工藝社が担当している。
全館に日立のターボ式ヒートポンプの冷暖房装置が設置され、エアコントロールも電子頭脳を用いたオートメーションという、当時の「近代建築科学のスイ」を集めたビルディングでもあった。総工費は20億円とされる。

### 内部施設
新世界は、「温泉に浸り、食事をし、ゆっくり一日遊べて三百円、あるききれない娯楽のデパート」を謳っていた。『近代建築』掲載の、開館当時のフロア構成は以下の表の通り（中央のエレベーターと階段を境にフロアが二分されている）。
| 屋上    | プラネタリウム・展望台       | プラネタリウム・展望台 |
| 7階     | バイキングレストラン・大食堂 | ビヤホール             |
| 6階     | サイエンスマヂックランド     | 中華料理               |
| 5階     | サイエンスマヂックランド     | プレイランド           |
| 4階     | マンモス劇場キャバレー       | 和風料理街             |
| 3階     | マンモス劇場キャバレー       | 喫茶公園               |
| 2階     | マンモス劇場キャバレー       | 音楽喫茶               |
| 1階     | 浅草名店街                   | 浅草名店街             |
| 地下1階 | 飲食街                       | 宴会・演芸大広間       |
| 地下2階 | テレビニュース喫茶           | 大温泉浴場             |

地下1・2階は大温泉浴場となっており、大人120円・小人100円の料金で、入浴のほかに寿司、卵丼、クリームソーダ、幕の内弁当、鰻丼、ハヤシライスなどのいずれか1品がつき、芝居、無声映画、奇術、手踊り、寸劇、浪曲、女剣劇、漫才、落語などを地下1階の演劇大広間で鑑賞することもできた。
1階はおみやげ名店街となっており、浅草の名物名産を購入することができた。
2階は音楽喫茶（ジャズ喫茶）となっており、教壇のようなステージの上でカリプソ、マンボなどの音楽の演奏が行われ、ボックスはステージ方向に向けて設置されていた。
2階から4階まではフロア半分が吹き抜けになっており、1,000坪の空間にボックス状の客席を500席備えた、新世界名物のマンモス劇場キャバレーが設置されていた。ここでは「五色の噴水カーテンと一〇メートルの宇宙ステージに展開される新世界ダンシングチーム総出演、延べ一〇〇人になる完全立体ショー」が毎夜3回上演された。またホステスも500人ほどがここで働いていた。料金は午後5時半の開店から8時まではサービスタイムとして1セット（ビール1本・おつまみ・ホステス）が350円で提供され、午後8時からは650円であった。また、4階にある和食堂から、おにぎり、天丼、蕎麦などの料理をボックス席まで取り寄せることもできた。ショーは、作家の曾野綾子によれば「マイナー・スターたちをとっかえひっかえ使う人海戦術」で、剣舞、カンカン踊り、「古い流行歌に合わせたバーレスクまがいのもの」などが演じられ、漫画家の富田英三によればストリップダンスも踊られていた。
3階にはティー・パーク（公園喫茶）または世界旅行喫茶という名の広い喫茶室があり、「ハワイ・コーナー」「ベニス・コーナー」「ラテン・コーナー」の三つに分けられて、異国情緒を醸し出す空間となっていた。ハワイではビーチパラソルの下にテーブル、ラテンはピンク色に統一されて中南米の風俗を取り入れ、ベニスは水にゴンドラを浮かべていた。また、中央ステージではムード音楽の演奏が行われていた。曾野綾子は、「私は近眼なので、結構この道具立てにごまかされたが、ベニス・コーナーなどはタイル張りで水路ができているから、目がいい人が見たら、おふろの流し場を連想して幻滅を味わう可能性も大である」と述べている。その上の4階は和風料理店となっていた。
5階と6階は、子供向けの「マジックランド」「プレイランド」になっており、動く椅子に乗って妖精の森へ入っていくアトラクションや、1回10円のゲーム、南京豆やグリーンピースの自動販売機も設置されていた。ここには30円のチケットで入場できるお化け屋敷もあった。6階には中華料理店もあった。作家の三島由紀夫は「マジックランドといふのに入つて、斜めの部屋だの、柔らかい階段だのにおどかされ、握力計で百三十いくつを出して得意になり、酒も入つてゐないのに大人が平気で木馬に乗る気分になれるのも、浅草だからこそであらう」と記している。
7階は大衆大食堂、バイキング料理店、ビヤホールとなっていた。
屋上にはプラネタリウムのドームがあり、これは五藤光学研究所が晴海の国際見本市にも出品した、国産第一号であった。入場料は大人30円、小人20円。そのほかに展望塔、鉄骨だけの五重塔、朱塗りの「新世界観音」の御堂、コンクリート製の小さな池などがあった。この池には、埋め立て以前に同地に存在した「ひょうたん池」の名前が付けられていたという。屋上からはスカイウェイで、浅草寺の境内へ降りられるようにもなっていたともされる。
駐車場は500台を収容でき、国際劇場前から乗り入れられた。
その後、後述の通り場外馬券売場の入居などがあり、1971年（昭和46年）の時点では、フロア構成は以下のようになっている。
- 7階 - 大食堂、バイキングルーム
- 6階 - お化け屋敷、釣り堀、社員食堂
- 5階 - 遊技場[注 4]
- 4階 - 配当金払戻し場、更衣室
- 2階・3階 - キャバレー、ビリヤード、場外馬券売場
- 1階 - 名店街
- 地下1階 - 大浴場
- 地下2階 - 名店街

## 沿革

### 建設の背景
当時の浅草は「斜陽の盛り場」と呼ばれて久しい存在であった。赤線廃止により吉原の風俗店舗が消滅したことも、浅草への大きな打撃となった。かつての隆盛を盛り返すために浅草寺では観音の本堂を新造したり、新たに作った行事「金龍の舞」を始めたりしたが、効果は目覚ましいものではなかった。そこで新たな手として、「大衆が求めているもの」が打ち出されることとなり、そこへ来たのが「伝統だけに頼らないで、あかるく安く健康な娯楽を」をモットーとした新世界であったという。
新世界の開業時にはこれに刺激され、映画館を改装しようという声が上がったり、浅草寺の参拝時間も午後6時までから午後9時までに延長されたりしたという。

### 建設開始と中止
建設計画が発表されたのは1955年（昭和30年）のことで、浅草寺が新本堂建設のために売却し、その後埋め立てられたひょうたん池の跡地を買い取った中央区の阿部鹿蔵が「なにか浅草にプラスする名物をつくりたい」として、国鉄総裁の十河信二、山一證券社長の大神一、日本精工社長の今里広記、八幡製鐵理事の稲山嘉寛、日本相撲協会理事長の出羽海（元：常ノ花）らが発起人となり、浅草新世界株式会社を設立（資本金：1,500万円）。名店街、娯楽、レクリエーションを兼ねた一大殿堂を建設し、家族連れや仕事帰りにちょっと一杯と、楽しく一日中遊べる「凌雲閣」の近代版を狙う、とした。当時の計画では、フロア構成は以下の通りであった。
- 8階から12階 - 展望台
- 5階から7階 - アイススケート場、ホール、娯楽施設
- 4階 - 大食堂
- 3階 - 産業
- 2階 - 雑貨売場
- 1階 - 土産品売場
- 地下1階 - 飲食店、キャバレー
- 地下2階 - 大衆浴場、トルコ風呂などの温泉

1955年（昭和30年）8月にビルの建設工事は開始された。しかし完成予定であった1957年（昭和32年）秋になっても完成したのは外郭のみで、暮れには工事が中断されることとなる。理由は想定よりも人気が集まらず借り手がつかなかったこと、工事を請け負った日本機械貿易を吸収した第一物産が金融引締めなどの影響で資金難になったことがあった。また、阿部商店が破産して資金調達が不可能になったためともされる。東急会長の五島慶太にビルごと売りに出したが、これも拒否されての中断であった。

### 建設再開
こうして放置されていた新世界ビルディングを引き受けたのが、グランド観光株式会社社長の三木 英一郎（みき えいいちろう、1921年〈大正10年〉 - ？）であった。三木は当時まだ38歳に過ぎず、『オール生活』は「このドデカイ建物を運営している親方がなんとまだ三十八歳、瘦身白皙の青年紳士であることは何人も驚異の瞳を見張らざるを得まい」と書き立てている。三木は戦後に進駐軍相手のキャバレー経営を始め、当時は数多くのキャバレー、クラブ、ホテルを経営している人物だった。
三木は、東急が所有していた築地の土地に目をつけて売却を申し入れたのを契機に、東急幹部との知遇を得、更に会長の五島慶太へと接触する機会も得た。この際に三木は五島へ、現代に於けるキャバレーやバーの盛況ぶりを力説。心を動かされた五島は三木を全面的に応援することを決め、「三井物産から持ちこまれて困っている」新世界ビルを「君の構想でやってみたらどうだ」と持ち掛けたとされる。
こうして三木は東急や三井のバックアップのもと、資本金1億円の株式会社新世界を設立。内訳は三木が4,000万、三井が3,000万、東急が3,000万であった。この三者の共同出資により、1959年（昭和34年）3月になって、ようやく工事の再開が決定。実際に再開されたのは7月3日のことだったが、11月2日に竣工し、翌3日に開館を迎えるという短期間完工を達成した。
三木は内装段階に進んだ建設工事の現場に、自らのアイディアを吹き込むため毎朝姿を現している。三木の要望に沿うため、ビルには実施設計後に様々な変更が加えられたといい、シンボルとなった屋上の鉄骨の寺塔も、新たに塔屋の上に建てられることとなったものであった。

### 開業
1959年（昭和34年）11月3日、文化の日の午前10時に新世界は開業した。当日は先着100名に国際劇場「秋のおどり」と新世界の特別ご招待券が贈呈された。前日の午後2時40分から3時40分までは、フジテレビで開館記念テレビ特別番組「新世界誕生」も放送されている。最初の日曜日を迎えた11月8日には、18万人もの客が殺到した。年末に新世界が『読売新聞』に載せた広告によると、開館から2ヶ月で600万人の来場があったという。

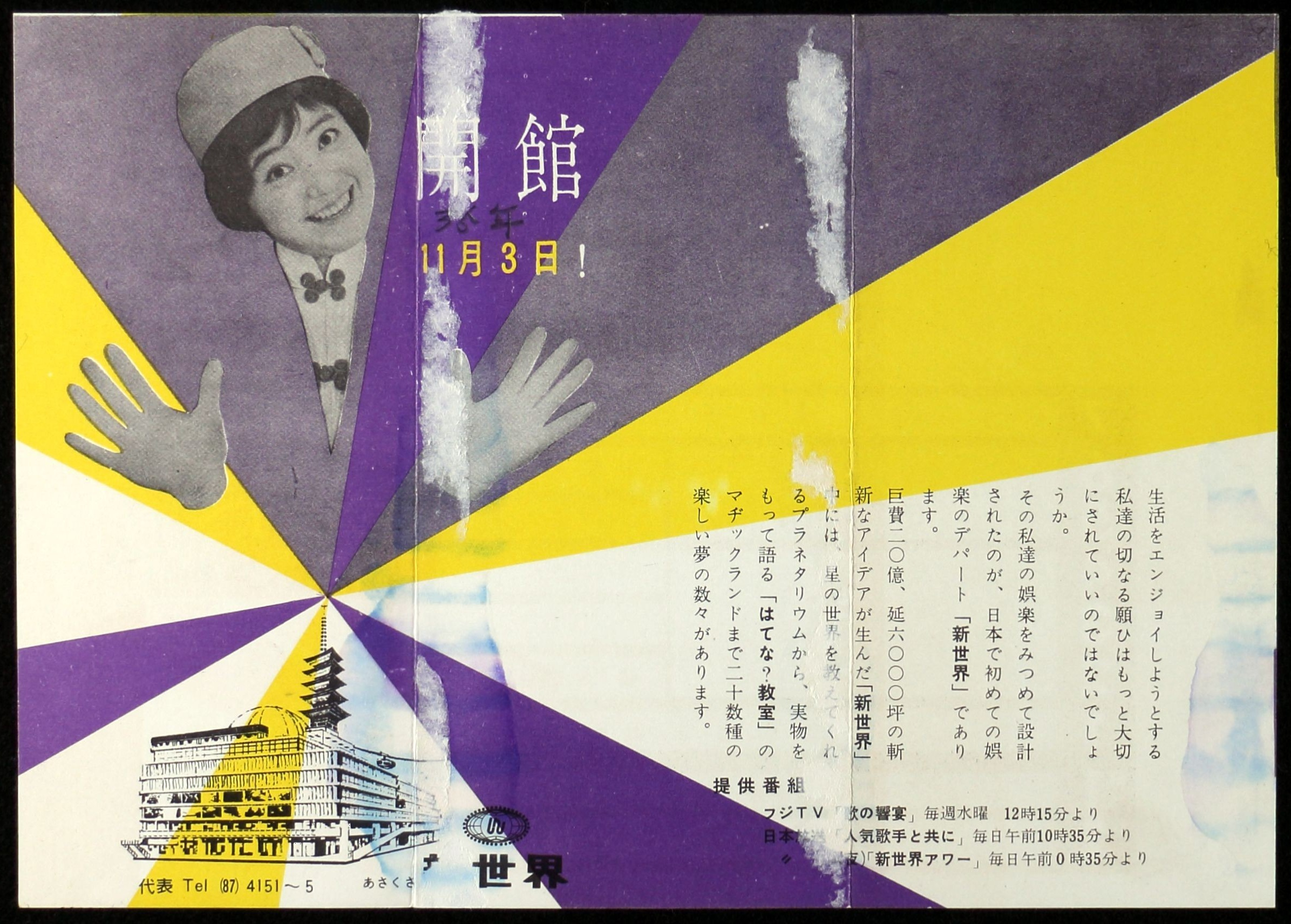
開業案内のチラシ
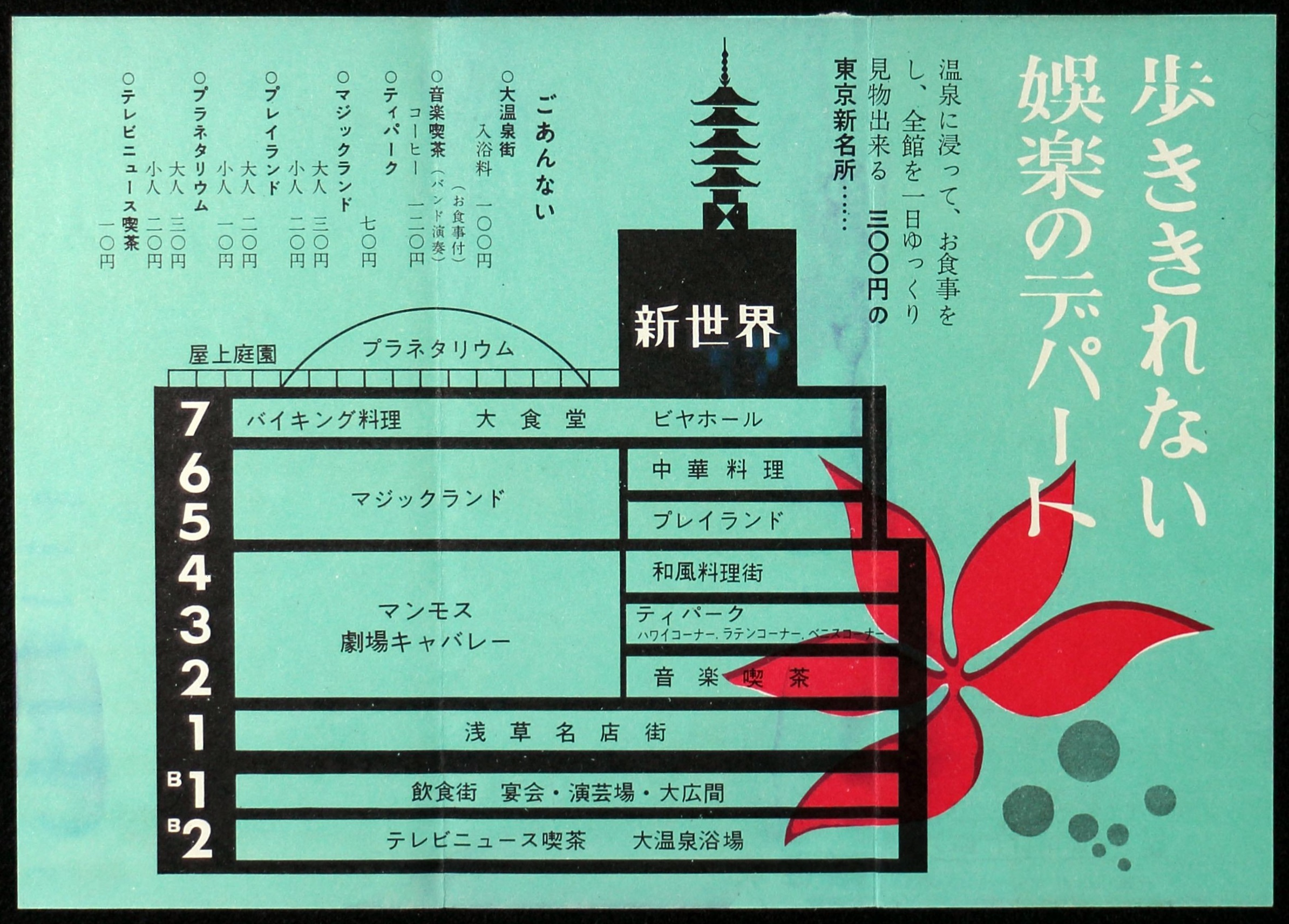
開業案内のチラシ

ただし『オール生活』は、開館当時は身動きも取れないほどの盛況であったが、それが続いたのは1960年（昭和35年）4月までで、5月以降は客足が急減していること、またこの不入りが新世界の限界だと述べている者たちもいることを紹介している。『サングラフ』は1961年（昭和36年）10月の時点で、「現在でも1日約5万人」の客が訪れるとしている。

### 衰退と閉業
1960年（昭和35年）頃から、浅草六区の映画館街は、テレビの影響を受けて客足が大きく落ち込んだ。その煽りとレジャーの変化による影響から、新世界も1961年（昭和36年）をピークとして下り坂となった。開館当時は70店舗あった館内の出店業者も、1971年（昭和46年）7月の時点で3分の1の24店舗に減少している。
また建物自体も古くなっており、修繕を繰り返して貸し続けることは効率的でないと判断した大家の物産不動産は、日本中央競馬会を一手に引き受ける借り手として検討。日本中央競馬会は1963年（昭和38年）、既に浅草寺裏へ場外馬券売場を開設していたが、競馬ブームのために利用者は増加の一途を辿り、1967年（昭和42年）に新世界の3階を、1969年（昭和44年）には4階を借りて分室を設置し、払い戻し業務もここに移していた。しかしここも手狭になりつつあり、当時は建物を物色しているところだった。
こうして営業不振と日本中央競馬会の進出が重なり、新世界側は1971年（昭和46年）4月28日、正式な説明はしないまま、ビル内に入居する24店舗に「十一月以降の契約更新はお断わり」と申し渡した。正式な閉業時期は不明だが、1972年（昭和47年）6月の時点で、新世界ビルディングは取り壊し作業が進められている。跡地には予定通り場外馬券売場（ウインズ浅草）が建設された。

## エピソード

### 新世界ビル火災
1970年（昭和45年）11月25日の午後6時頃、新世界5階のお化け屋敷を見物中のアベックが、天井附近にうっすらと漂っている煙に気付いた。初めは演出だと思っていたが、やがて「お化けの寝姿」の布団の中央附近から炎が立ち上がったため、火災と気付いて驚き引き返した。このとき電気が消え、アベックは出口方向へ走って避難したが、既に火が場内の笹などに燃え移っており、頭髪を焦がしている。
自動火災報知機もこれと前後して作動し、1階保安室の係員が駆け上がって、5階の客30名、6階の客30名、7階の客70名ほどを誘導して中央階段から避難させた。東京消防庁は第二出場を指令し、はしご車4台を含む消防車21台が駆けつけた。ただ地上20メートルでの火災であったこと、内部に煙が立ち込めていたことから、消火には手間取り、鎮火には2時間が掛かった。
浅草六区の真中で起こった火事に、買い物客や鷲神社の三の酉の祭りに来ていた参拝客ら3,000人の野次馬がビルを取り囲み、現場は一時大混乱となった。新世界前の浅草映画劇場など映画館数館も上映を中止し、同月一杯まで使える「非常券」を渡した上で、客約300人を屋外へ避難させている。
この火事による死傷者はおらず、被害については、『火災』（日本火災学会の刊行物）の武井勝徳は6階の200平方メートルと天井の100平方メートルほどが焼損したとし、『読売新聞』は、5階の420平方メートルと6階の一部が焼かれたとし、『朝日新聞』は5階と中6階の天井約420平方メートルが焼けたとし、『毎日新聞』はお化け屋敷の120平方メートルと5階の天井300平方メートルが焼けたとしている。
また原因について、『毎日新聞』は客の「窓ぎわのお化け人形から煙が吹出していた。間もなく人形が燃えあがった」という証言から「人形の中に仕込んであったモーターの過熱かららしい」としている一方、『火災』は「原因は, 自動仕掛けの電動装置に異状なく, 開館中の出火であるところからお客のたばこの投げ捨と考えられている」としている。

### 文学作品への登場
新世界は、三島由紀夫が1960年（昭和35年）9月に『新潮』へ発表した短編小説『百万円煎餅』の舞台にもなった。三島は同年の6月26日に友人夫婦と共に新世界を初めて訪れ、この場所の情景が「たまたま短編小説の背景に困つてゐた私の心に触れ」て題材となったという。
三島は当初、「あんなところにあんなバカでかいものが建つてゐるのにびつくりした。もともと瓢簞池に馴染のあつた私ではなし、今昔の感などに搏たれやうもないが、いくら何でも不釣り合ひだといふ感じがした」が、入ってみると売られているものは庶民的な安物ばかりで、ビルの内部がすぐ外の浅草の雰囲気と直結していることに気付いたといい、「つまり浅草的とは、率直の美徳といふことであり、安物が多いのは、欲望と欲望満足との間の距離を最大限にちぢめようといふ商業道徳を意味するのであらう」と感想を記している。小説では新世界の外観について、次のように描写されている。